# Mycalesis mesogenina
Mycalesis mesogenina är en fjärilsart som beskrevs av Karl Grünberg 1912. Mycalesis mesogenina ingår i släktet Mycalesis och familjen praktfjärilar. Inga underarter finns listade i Catalogue of Life.